# Zpeřenka tamaryšková
Zpeřenka tamaryšková (Thuidium tamariscinum) je mech poměrně hojně rozšířený ve střední Evropě.

## Popis
Tento vzhledem velmi ozdobný, plochý mech může dorůstat do výšky až 10 cm. Jeho zbarvení je velmi proměnlivé. Tvoří rozlehlé koberce světle zelené až žlutozelené barvy, které jsou jen zřídka tmavozelené. Starší trsy postupně mění zbarvení dohněda, můžeme se setkat i s hnědočervenou variantou. Jednotlivé lodyžky (kauloidy) bývají obvykle 80 až 100 mm, za dobrých podmínek až 200 mm dlouhé. Hlavní lodyžky jsou plazivé, dlouhé a nejrůzněji zakřivené. Tvoří až 7 cm dlouhá, horizontální patra, která jsou pro tuto rostlinu typická. Jsou třikrát zpeřené a vyduté, takže mohou připomínat nadýchané polštáře. Na koncích lodyžek najdeme četné rhizoidy, pomocí kterých rostlina snadno zakořeňuje.
Střídavé lístky (fyloidy) jsou dvojího druhu a mohou být k lodyžce přitisknuté nebo kolmo odstáté. Lodyžní lístky dosahují zpravidla délky 5 až 15 mm a jsou na bázi trojúhelníkovitého tvaru. Na konci se zužují do dlouhé špičky s jedním vrcholem. Okraj je drobně pilovitý, směrem ke špičce nepravidelně zubatý, se čtyřmi podélnými zářezy a silným středním žebrem, které končí před vrcholkem. Větevní lístky bývají plošší a drobnější (většinou jen 5 mm dlouhé), jejich ostrá špička je menší a žebro méně výrazné.

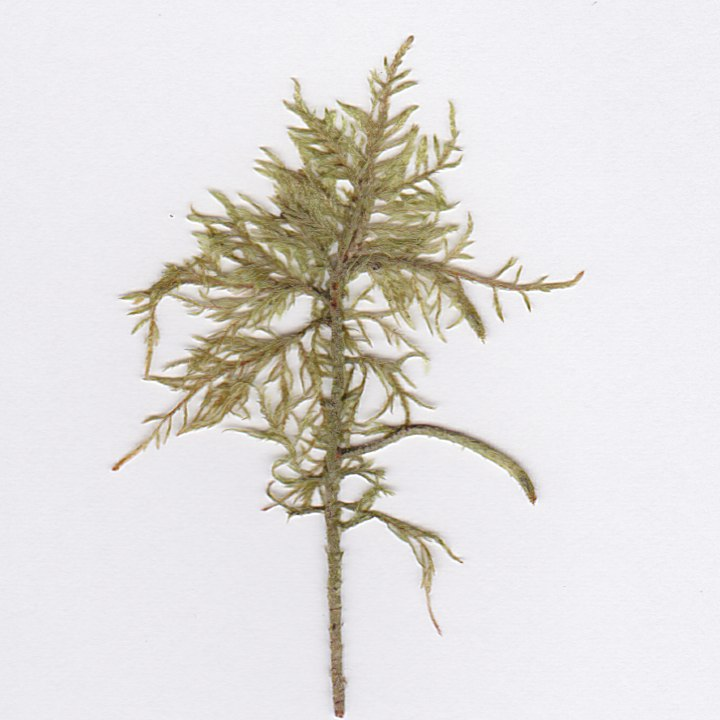
Zpeřenka tamaryšková - výhonek

Generaci sporofytu vytváří z postranních výhonků vyrůstající, 30 až 50 mm dlouhý, červený štět s tobolkou, která je válcovitá a obloukovitě ohnutá. Víčko hnědočerveně zbarvené tobolky vybíhá do dlouhé, dolů zahnuté špičky. Hladké, žlutozelené výtrusy dozrávají jen zřídka, v období zimy.

## Výskyt
Zpeřenka tamaryšková je indikátorem vlhkých a úrodných půd. Upřednostňuje lokality bohaté na minerály, se slabě kyselou až slabě zásaditou reakcí. Roste ve stinných porostech, jelikož se jedná o druh, který nesnese delší přímé osvětlení na stanovišti. Preferuje mokrá močálovitá místa poblíž vodních zdrojů. Často ji můžeme nalézt i na tlejícím dřevě nebo na pařezech. Rozšířena je téměř kosmopolitně, vyskytuje se v nížinách i v horských oblastech (nevystupuje však nad horní hranici lesa).

## Možnost záměny
Tento druh je málo proměnlivý. Zpeřenku tamaryškovou lze odlišit od ostatních druhů podle tvaru vrcholové buňky větevních listů, která má pouze jeden hrot. Záměna je možná s rokytníkem skvělým (Hylocomium splendens). Tento habitem velmi podobný mech však nemá papilnaté buňky na lístcích a rostliny jsou proto více lesklé.